# Уралец (культурно-развлекательный комплекс)
Аре́на Ура́лец — культурно-развлекательный комплекс в Екатеринбурге. Также известен как Ледовый Дворец спорта; ранее назывался Дворец спорта профсоюзов. Построен в 1972 году, по проекту архитектора Л. П. Виноградова (площадь составляла 20 000 м², вмещал 4000 зрителей, при размещении на арене — до 7000). Во Дворце были проведены многие всесоюзные соревнования, финалы III и IV Зимних Спартакиад народов СССР и др. С первых дней существования стал домашней ареной Автомобилиста, в 1970-е — 1980-е годы здесь играли ещё две свердловские хоккейные команды — СКА и Луч. А в 1976—1979 годах Дворец спорта выполнял также функцию цирка, там проводились цирковые представления (старый свердловский цирк, находившийся на углу улиц Розы Люксембург и Куйбышева к тому времени сгорел, а нынешний цирк на улице 8 Марта ещё не был введён в эксплуатацию)
Реконструирован в 2006 году. Количество посадочных мест — 5545. Является домашней ареной мужского хоккейного клуба «Автомобилист» и женского хоккейного клуба «Спартак-Меркурий». Комплекс служит также одной из концертных площадок города.
Место проведения Чемпионата России по фигурному катанию 2016.
ОАО «КРК Уралец» было организовано в августе 2006 года. Тогда же была одобрена концепция развития. Основным держателем уставного капитала является Правительство Свердловской области, вторым собственником являлась холдинговая компания «Лидер». В 2008 году «Лидер» продал свою часть акций компании «Неоплан». Частью пакета также является тренировочная база в Курганово. После крупного скандала в 2011 году Вячеслав Потехин был отстранён от своей должности, а компания Неоплан обанкротилась.
После это инцидента полномочия единоличного исполнительного органа ОАО «КРК „Уралец“» осуществляет управляющая компания ГУП СО «Облкоммунэнерго».
В мае 2025 года начался демонтаж комплекса.

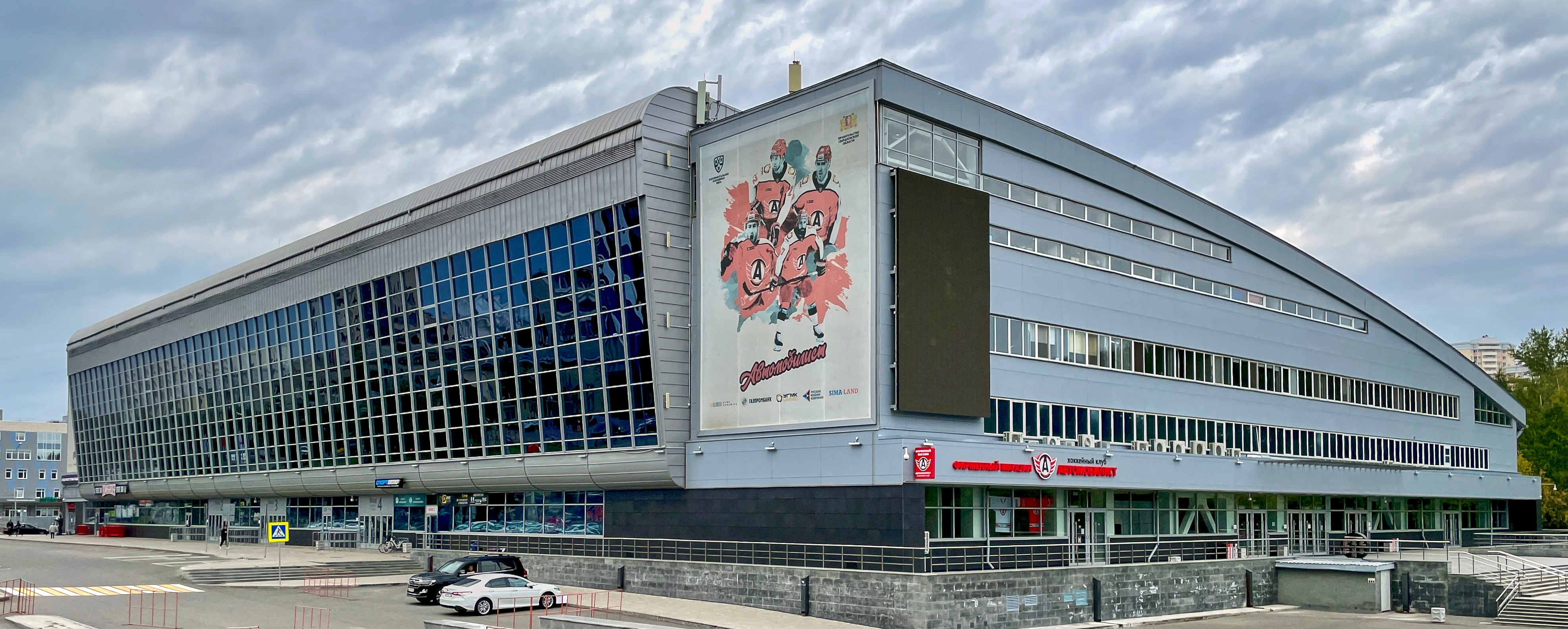
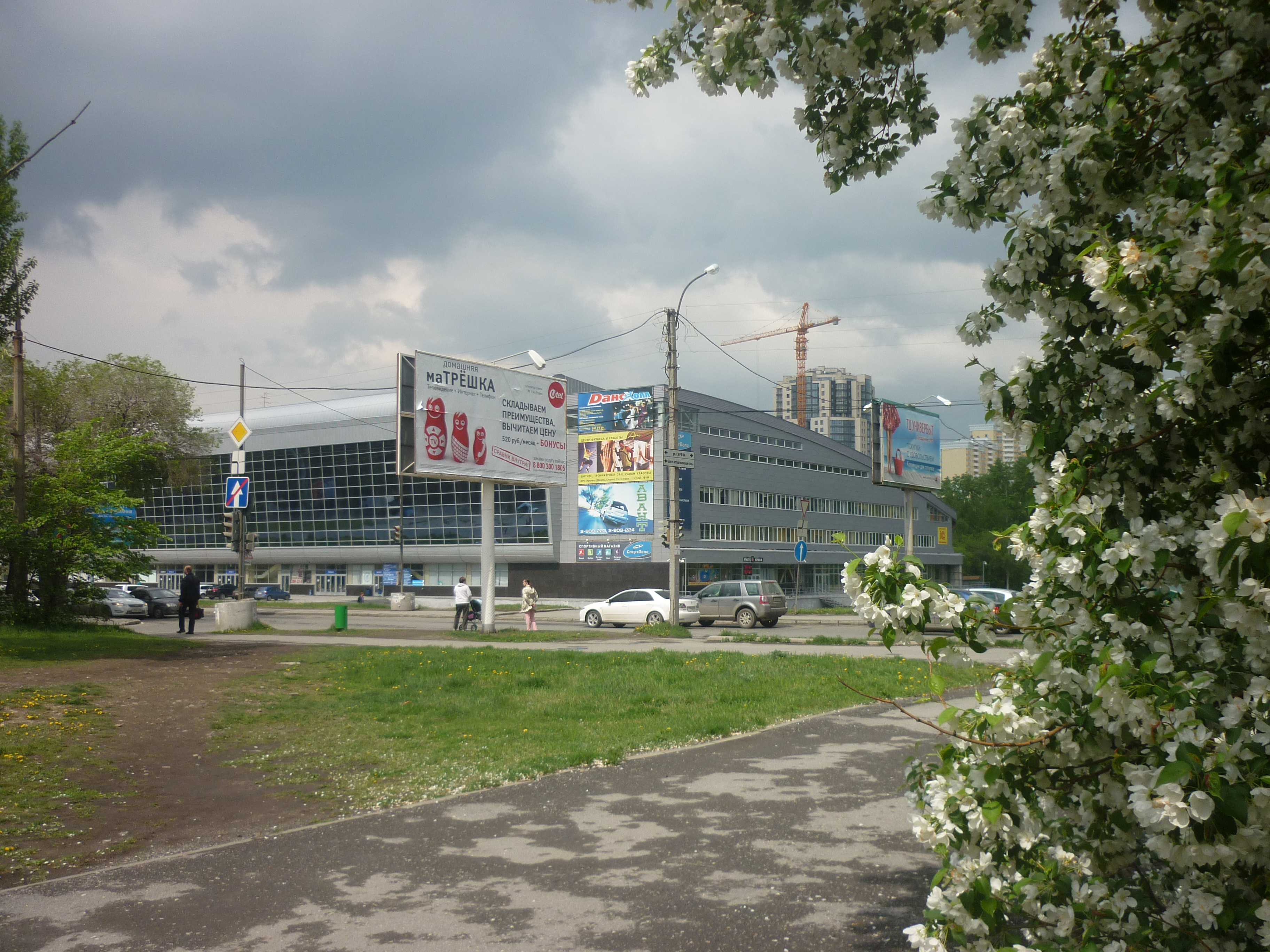
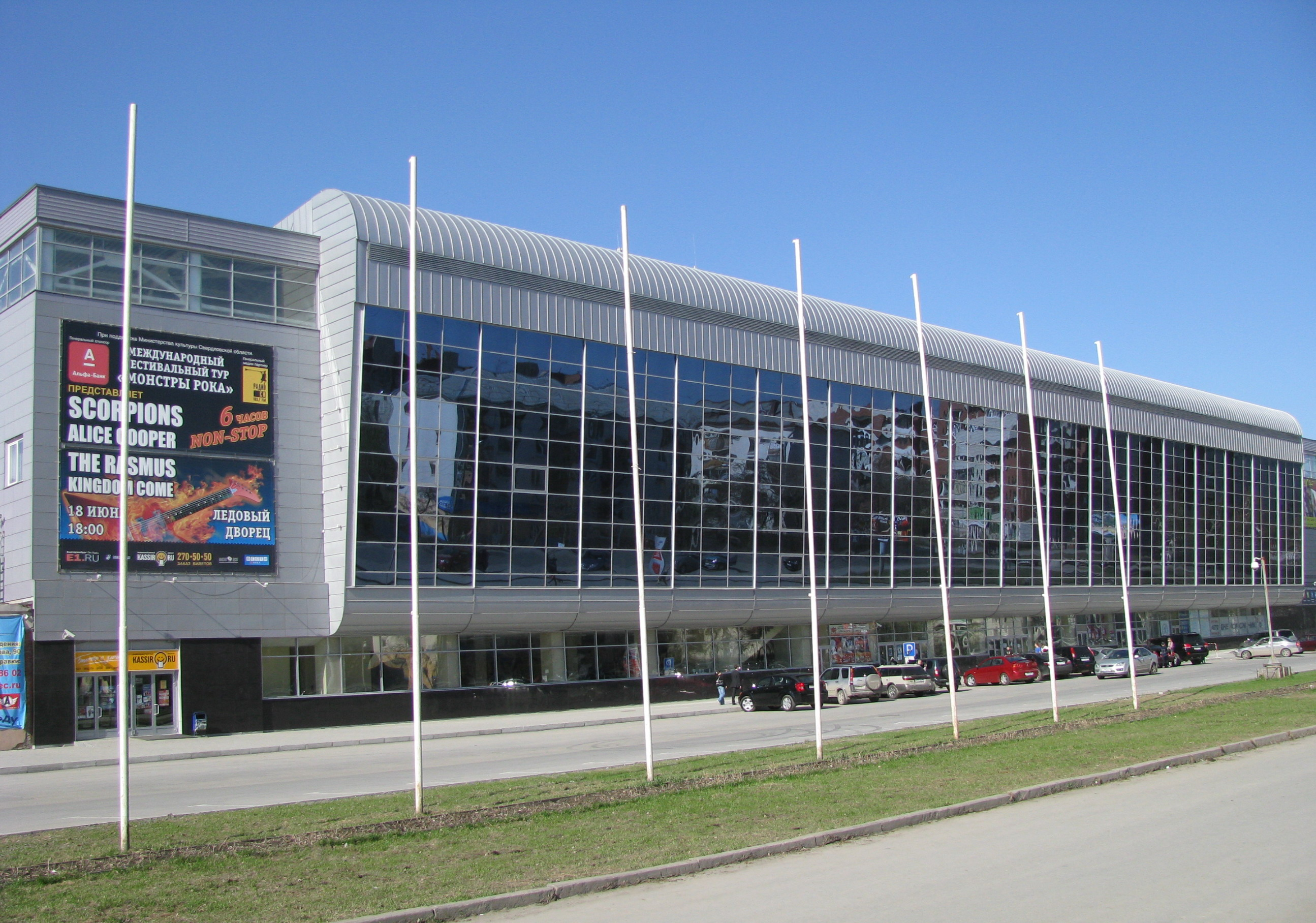
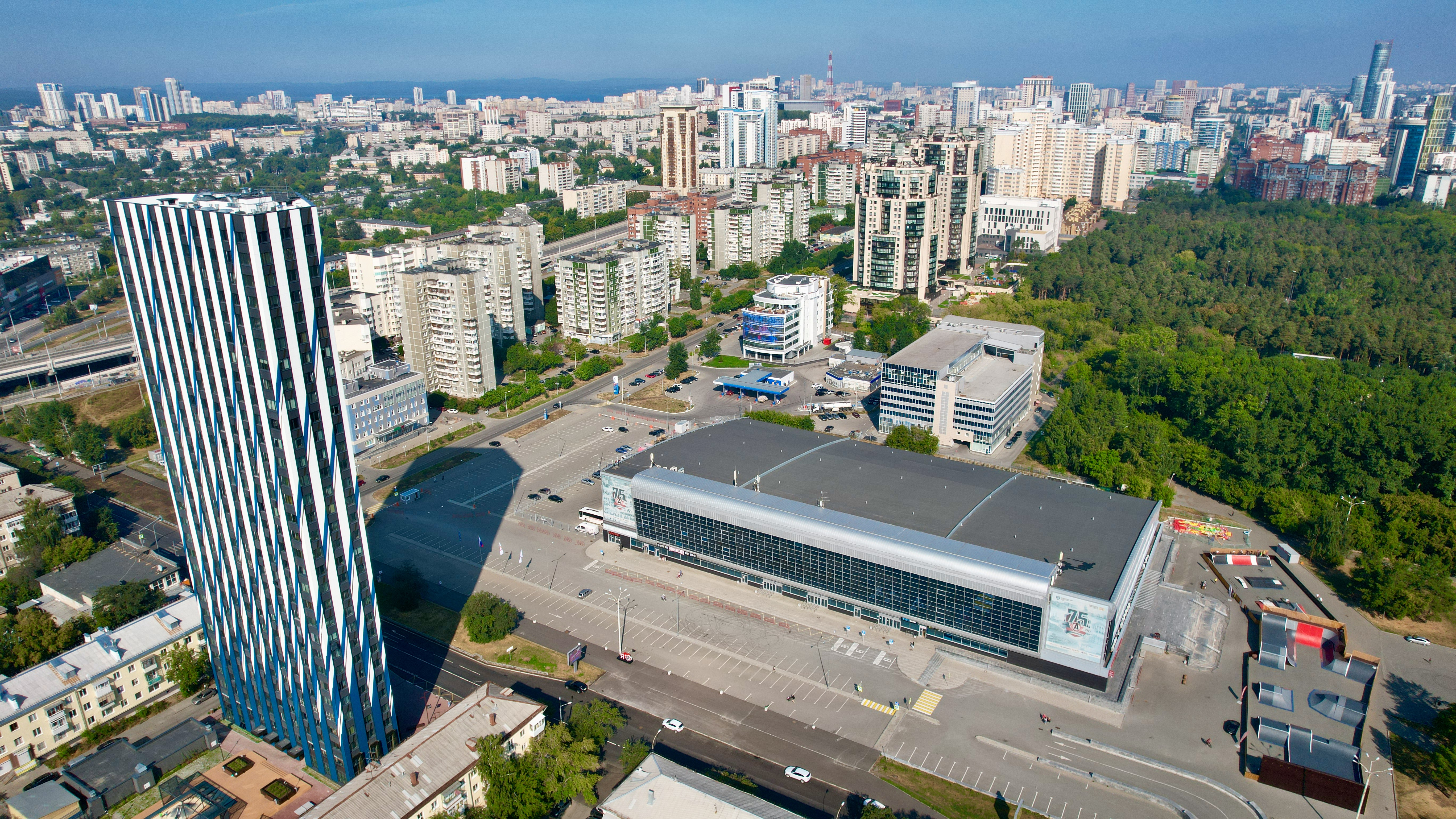